# Милдронат
Милдрона́т (mildronate), действующее вещество мельдо́ний (лат. meldonium) — лекарственное средство с недоказанной эффективностью. По заявлениям производителя, он нормализует энергетический метаболизм клеток, подвергшихся гипоксии или ишемии, поддерживает энергетический метаболизм сердца и других органов.
Для милдроната как лекарственного средства отсутствуют научные доказательства эффективности. Этот препарат не входит ни в одни признанные международным сообществом рекомендации по лечению какой-либо болезни (не входит в стандарты и клинические рекомендации).
С 1 января 2016 года мельдоний включён WADA в список запрещённых веществ в спорте.
С 2012 по 2021 год милдронат был в Перечне ЖНВЛП (в 2021 году исключён).
Препарат распространён в России и странах Балтии, он не одобрен Управлением по контролю над продуктами и лекарствами (FDA) для использования в США.

Мельдоний можно купить в интернете без рецепта.

## Описание
Мельдоний разработан в СССР в 1970-х годах, широко распространён только в России и нескольких соседних постсоветских странах, в США и других западных странах не разрешён (не сертифицирован, не лицензирован). Под торговой маркой «Милдронат» производится латвийской компанией Grindeks.

## История
Мельдоний был синтезирован в середине 1970-х годов в Институте органического синтеза АН Латвийской ССР в Риге. Изначально соединение было запатентовано как средство для стимулирования роста растений, животных и домашней птицы, а также заявлено его применение в качестве промежуточного продукта для синтеза полиамидных смол. По словам изобретателя профессора Иварса Калвиньша, идея синтезировать мельдоний появилась из-за необходимости утилизации ракетного топлива гептила. Концентрация активного вещества в нём снижается на 1 % за 2 года, поэтому со временем его становится невозможно использовать по прямому назначению. Позже, когда выяснилось, что милдронат проявляет себя как кардиопротектор у животных, возникла идея применить его в клинической медицине.
В 1976 году препарат получил авторское свидетельство СССР, а в 1984 году запатентован в США. В 1984 году милдронат был зарегистрирован в СССР как медицинский препарат, укрепляющий сердечную мышцу. Ещё до этого военные заинтересовались милдронатом, и, со слов главы Российского союза ветеранов Афганистана Франца Клинцевича, во время афганской войны мельдоний иногда принимали некоторые военнослужащие советского спецназа перед опасными заданиями.
В 1984 году в СССР были проведены клинические исследования по тогдашним нормам. В то время культуры проведения клинических испытаний доказательной медицины ещё не существовало. После вступления Латвии в Евросоюз, потребовалось провести полноценные клинические исследования трёх фаз, соответствующие европейским нормативам, (по принципам доказательной медицины). Такие клинические испытания были начаты в 2006 году в Риге, однако эти испытания не были завершены. Клиническое исследование второй фазы, в котором исследовалась безопасность, эффективность и подбор дозы препарата, было прервано их заказчиком (производителем препарата) — представители заказчика просто исчезли, бросив неиспользованный милдронат в клинике, что является грубым нарушением правил клинических испытаний. В результате этого испытания не проведены, никто до сих пор не знает ни о безопасности, ни об эффективности, ни о том, в каких дозах применять милдронат.
В 1992 году, в связи с распадом СССР и изменением в патентных системах, милдронат был перерегистрирован в Латвии.
В 2012 году мельдоний был включён в Перечень ЖНВЛП Минздрава РФ.
В 2021 году в Минздраве РФ принято решение исключить мельдоний из Перечня ЖНВЛП.

## Физические и химические свойства
Изначально соединение было описано в виде цвиттер-иона (дигидрата), имеющего положительный заряд на гидразиниевом фрагменте и отрицательный на карбоксилатной группе. В таком виде оно кристаллизуется из этанола и имеет температуру плавления 254—256 °С, очень хорошо растворимо в воде, хорошо растворимо в метаноле и этаноле.
В ЯМР-спектре на ядрах водорода (1H) наблюдается два сигнала с химическими сдвигами 3,11 м д. (миллионных долей), (принадлежит триплету СН2) и 3,30 м д. (принадлежит синглету СН3) (в источнике указаны значения в устаревших единицах временно́го химического сдвига {\displaystyle \tau }: 6,89 м д. и 6,70 м д. соответственно).
Согласно патенту, метод синтеза мельдония в цвиттер-ионной форме заключается в пропускании соответствующего сложного эфира через колонку с сильноосновной анионообменной смолой (например, Amberlite IRA-400). Природа аниона Х- не влияет на эффективность синтеза, а в качестве исходных соединений используется метиловый, этиловый, изопропиловый и другие низшие сложные эфиры. При прохождении вещества через колонку происходит одновременный гидролиз сложноэфирной группы и обмен аниона на гидроксид-ион. Растворителем для синтеза может служить вода или полярный органический растворитель, например спирт.
Создатели мельдония утверждают, что дальнейшие исследования связаны с недостатками цвиттер-ионной формы соединения. Она обладает высокой гигроскопичностью, при 100%-й влажности мельдоний поглощает воду массой 10 % от собственной массы и превращается в сироп. Также соединение имеет быстрое время полувыведения из организма (4—10 часов), из-за чего при терапии его необходимо применять 2—4 раза в день. Кроме того, вещество неустойчиво к нагреванию. Уже при нагревании до 40—45 °С оно начинает терять кристаллизационную воду, а при дальнейшем нагревании приобретает цвет и неприятный запах.
Авторами препарата было выяснено, что большинство солевых форм мельдония по фармакокинетическим свойствам не отличается от свойств цвиттер-ионного мельдония (обычно это правило выполняется для всех растворимых пар цвиттер-ион — соль). Однако оказалось, что в случае мельдония соли некоторых многоосновных кислот также были растворимы в воде, однако демонстрировали особенные фармакокинетические и фармакодинамические свойства. Так, более подходящими оказались кислые соли фумаровой и малеиновой кислот, дигидрофосфат, кислая соль щавелевой кислоты, моно- или дизамещённая соль слизевой кислоты, соли памоевой и оротовой кислот. Кроме того, некоторые из этих солей (например, кислый фумарат) оказались негигроскопичными и устойчивыми к нагреванию.

## Фармакологическое действие

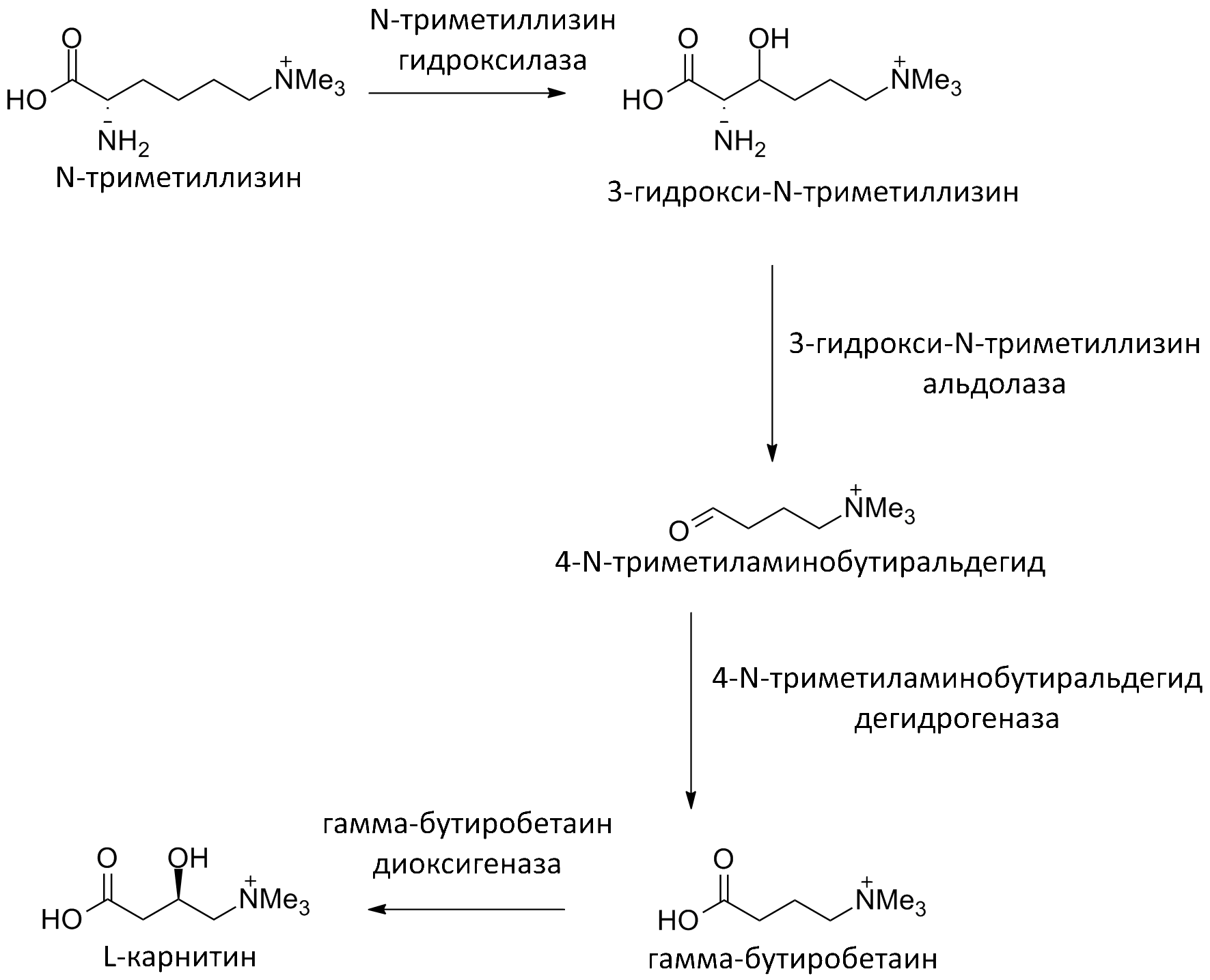
Биосинтез карнитина

В организме человека карнитин синтезируется из γ-бутиробетаина. Мельдоний является структурным аналогом γ-бутиробетаина и поэтому может ингибировать фермент γ-бутиробетаингидроксилазу, ответственный за синтез карнитина.
Мельдоний также снижает абсорбцию экзогенного карнитина в тонкой кишке (из пищи, напитков и т. п.) благодаря конкурентному воздействию на специфический белок-транспортер OCTN2 (organic carnitine cation transporter 2).
Как следствие, в организме уменьшается концентрация карнитина и замедляется процесс переноса жирных кислот через митохондриальные мембраны клеток сердца (карнитин выступает в данном процессе как переносчик жирных кислот). Такое замедление очень важно в период кислородной недостаточности, поскольку при нормальном поступлении жирных кислот в сердце и недостатке кислорода происходит неполное окисление жирных кислот. При этом накапливаются промежуточные продукты, оказывающие вредное действие на ткани сердца, например ацилкарнитин, которые блокируют доставку АТФ к органеллам клетки.
Одновременно с замедлением метаболизма жирных кислот увеличивается скорость метаболизма углеводов (гликолиза), при котором наблюдается цитозащитный эффект и более эффективное образование АТФ, поскольку при окислении углеводов затрачивается меньше кислорода в расчёте на одну молекулу АТФ, чем при окислении жирных кислот. Более того, мельдоний сам по себе способствует активации гликолиза, усиливая экспрессию гексокиназы, катализирующей превращение глюкозы в глюкозо-6-фосфат.
Изучается действие мельдония на процессы, связанные с диабетом. На различных мышиных моделях показано, что мельдоний снижает концентрацию глюкозы в крови, не повышая при этом концентрацию инсулина. Препарат также предотвращал развитие эндотелиальной дисфункции и потери чувствительности к боли при диабете. В другом исследовании мельдоний увеличивал толерантность к глюкозе и замедлял рост её концентрации в крови у мышей с диабетом 1 типа. Обнаружено, что комбинирование мельдония с метформином обладает синергетическим эффектом в плане снижения концентрации глюкозы и инсулина, а также помогает предотвратить набор веса и снизить концентрацию молочной кислоты, снижая риск развития ацидоза при принятии метформина. Считается, что влияние мельдония на процессы, связанные с диабетом, основано на снижении концентрации ацилкарнитинов, участвующих в развитии толерантности к инсулину и диабета.
Вместе с замедлением синтеза карнитина при использовании мельдония в организме повышается содержание γ-бутиробетаина, обладающего вазодилатирующими свойствами. При остром инфаркте миокарда применение препарата замедляет образование некротической зоны, укорачивает реабилитационный период, улучшает циркуляцию крови в очаге ишемии, способствует перераспределению крови в пользу ишемизированного участка. При сердечной недостаточности повышает сократимость миокарда, увеличивает толерантность к физической нагрузке, снижает частоту приступов стенокардии. Милдронат эффективен при лечении ишемической болезни сердца и её последствий. Обширная оценка фармакологической активности милдроната показала благотворное влияние такового при нарушениях мозгового кровообращения и функций центральной нервной системы (ЦНС).
Мельдоний повышает работоспособность, уменьшает симптомы психического и физического перенапряжения, способствует повышению выносливости, устраняет синдром абстиненции при хроническом алкоголизме.
Препарат всасывается из желудочно-кишечного тракта. Его биодоступность составляет около 78 %, а максимальная концентрация достигается через 1-2 часа. В организме он превращается в два основных метаболита, которые выводятся через почки с периодом полувыведения от 3 до 6 часов.
Побочные действия: диспепсия, возбуждение, тахикардия, артериальная гипотензия, кожный зуд.
Усиливает действие коронародилатирующих и некоторых гипотензивных ЛС, сердечных гликозидов. Можно сочетать с антиангинальными ЛС, антикоагулянтами, антиагрегантами, антиаритмическими ЛС, диуретиками, бронхолитиками. Ввиду возможного развития умеренной тахикардии и артериальной гипотензии следует соблюдать осторожность при комбинации с нитроглицерином, нифедипином, альфа-адреноблокаторами, гипотензивными ЛС и периферическими вазодилататорами.

## Применение в медицине
Для приёма внутрь или внутривенного введения: в составе комплексной терапии ИБС (стенокардия, инфаркт миокарда), хронической сердечной недостаточности, дисгормональной кардиомиопатии; в составе комплексной терапии острых и хронических нарушений мозгового кровообращения (инсульты и цереброваскулярная недостаточность); пониженная работоспособность, физическое перенапряжение, послеоперационный период для ускорения реабилитации; синдром абстиненции при хроническом алкоголизме (в комбинации со специфической терапией алкоголизма).
Для парабульбарного введения: острое нарушение кровообращения в сетчатке, гемофтальм и кровоизлияния в сетчатку различной этиологии, тромбоз центральной вены сетчатки и её ветвей, ретинопатии различной этиологии (в том числе диабетическая и гипертоническая) — только для парабульбарного введения.
У детей и подростков в возрасте до 18 лет эффективность и безопасность не установлены.
Многолетний опыт лечения острого инфаркта миокарда и нестабильной стенокардии в кардиологических отделениях показывает, что триметилгидразиния пропионата дигидрат не является препаратом I ряда при остром коронарном синдроме и его применение не является остро необходимым.
Противопоказан при повышении внутричерепного давления, в том числе при нарушении венозного оттока, внутричерепных опухолях, при беременности, в период лактации (грудного вскармливания), при повышенной чувствительности к препарату.

## Эффективность
Изобретатель милдроната, не приводя никаких доказательств, заявляет, что его препарат спас тысячи жизней. Кроме того, изобретатель милдроната подтверждает, что эффективность препарата в качестве средства, повышающего производительность организма, научно не доказана.
Эффективность препарата не подтверждается достоверными клиническими испытаниями.
То, что препарат был включён в Перечень жизненно необходимых и важнейших лекарственных препаратов в России, не означает его эффективности — в этом списке присутствует немало препаратов с сомнительной эффективностью.
Милдронат не входит ни в одни международно признанные рекомендации по лечению какой-либо болезни.
Клиническое испытание II фазы, в котором проверялись безопасность, эффективность и осуществлялся подбор дозы препарата, было начато в 2006 году в Риге, однако оно не было завершено, заказчик прекратил взаимодействие с исследователями. Другие исследования милдроната не проводились. В итоге до сих пор нет научно подтверждённых сведений ни о безопасности, ни об эффективности милдроната.
Единственная статья об исследовании мельдония была опубликована в 2010 году в журнале Литовского кардиологического общества «Seminars in Cardiovascular Medicine», который не включён в международные базы рецензируемых научных журналов и научному сообществу практически не известен. Заявления об эффективности препарата основаны на газетной публикации (См. Татаренко, 2010).
В публикации 2010 года отсутствует информация, важная для оценки качества исследования, в частности, авторы публикации не указали, что не все участники дошли до конца исследования, и не сообщили причины исключения испытуемых из исходных групп. Эти умолчания и явная манипуляция данными дают основания утверждать, что для милдроната отсутствуют научные доказательства эффективности.

## Допинговый скандал
Мельдоний был добавлен к списку Всемирного антидопингового агентства (WADA) 16 сентября 2015, с началом действия с 1 января 2016 года (для концентраций менее 1 микрограмма — с 1 марта 2016 года). Прежде он находился в списке мониторинга WADA. Срок полувыведения мельдония из организма составляет (согласно данным производителя) 4-6 часов, однако при высоких дозировках (согласно данным Российского медико-биологического агентства) полное выведение может занять до полугода.
WADA рассматривает лекарство как модулятор метаболизма, сходный с инсулином. Согласно публикации немецких исследователей в журнале Drug Testing and Analysis за декабрь 2015 года, по данным ряда исследований мельдоний при приёме во время периода тренировок повышает результаты атлетов, выносливость, улучшает восстановление после выступления, защищает от стресса и активирует функции центральной нервной системы. Немецкие учёные пришли к выводу, что влияние мельдония на организм сопоставимо с влиянием препарата триметазидина, входящего в запрещённый список WADA с начала 2014 года из-за его свойств «модулятора сердечного метаболизма». В результате мельдоний добавлен в класс S4 (Гормоны и модуляторы метаболизма) Запрещённого списка и запрещён к применению в соревновательный и внесоревновательный период.
Мельдоний находился в общедоступном «мониторинговом списке» WADA в течение года и возражений на его возможное включение в запрещённый список не поступило ни от одной организации, за исключением производителя препарата компании «Гриндекс».
Изобретатель препарата, латвийский биохимик Иварс Калвиньш, выразил своё недоумение и несогласие по этому поводу, назвав происходящее абсурдом и заявив, что, с его точки зрения, рассматривать мельдоний как допинг неправомерно, назвал включение препарата в список допингов глупостью, вероятно, мотивированной политически или коммерчески. По мнению разработчика мельдония, запрет его употребления неминуемо приведёт к увеличению смертности среди спортсменов.
Президент РФ Владимир Путин призвал не искать теорию заговора в действиях WADA и потребовал от спортивных чиновников вовремя реагировать на изменения в списках запрещённых препаратов. В октябре 2016 В. Путин назвал «тёмной» историей скандал вокруг мельдония.
То, что мельдоний включён в список WADA допинговых препаратов, не означает подтверждение его эффективности — для включения вещества в этот список достаточно теоретической возможности его стимулирующего действия и приёма препарата с целью улучшить спортивные результаты, доказательств реального действия препарата для его запрета правилами WADA не требуется.

### Хроника событий
- 8 марта 2016 года: бывшая первая ракетка мира Мария Шарапова объявила в ходе пресс-конференции в Лос-Анджелесе, что не прошла допинг-тест в Австралии из-за обнаружения мельдония. Она сообщила, что десять лет употребляла препарат милдронат из-за проблем со здоровьем (он был прописан ей семейным врачом), но пропустила момент, когда мельдоний был запрещён[36][37][38]. Марию Шарапову дисквалифицировали на два года. Срок запрета начал действовать 26 января 2016 года[39]. В тот же день ранее о положительном тесте на мельдоний объявила российская спортсменка Екатерина Боброва (спортивные танцы на льду)[40].
- Временно дисквалифицированы за использование мельдония шведская бегунья на средние дистанции эфиопского происхождения Абеба Арегави[41], турецкая бегунья на средние дистанции Гамзе Булут[42], эфиопский бегун на длинные дистанции Индишо Негессе[43][44], российский велосипедист Эдуард Ворганов[45], украинские биатлонисты Ольга Абрамова и Артём Тищенко[46][47].
- 8 марта: стало известно о том, что Семён Елистратов пропустит Чемпионат мира по шорт-треку из-за положительной пробы на мельдоний[48]. Также мельдоний был обнаружен в пробе конькобежца Павла Кулижникова[49] и волейболиста Александра Маркина[50].
- 9 марта: временно отстранён от участия в соревнованиях биатлонист Эдуард Латыпов[51], мельдоний в допинг-пробе обнаружен у Екатерины Константиновой (шорт-трек)[52].
- 10 марта: глава WADA Крейг Риди заявил, что в случае слишком мягкого наказания для Марии Шараповой его организация намерена обратиться в Спортивный арбитражный суд[53].
- 11 марта: WADA заявило о том, что положительный результат на мельдоний дали допинг-пробы 60 спортсменов[54].
- 11 марта: Комитет Государственной думы РФ по спорту провёл совещание, на котором обсуждалось принятие законопроекта по допингу и ситуация с применением мельдония среди спортсменов после введения запрета на его использование[55].
- 12 марта: вице-премьер Правительства РФ Аркадий Дворкович заявил о том, что у WADA будут запрошены результаты исследования мельдония[56].
- 14 марта: Министерство спорта РФ запросило у WADA результаты научного исследования мельдония[57].
- 14 марта: Крейг Риди заявил, что WADA не исключит мельдоний из списка запрещённых препаратов[58].
- 15 марта: ООН приостановила деятельность Марии Шараповой в статусе посла доброй воли до завершения расследования[59].
- 17 марта: временно отстранена от участия в соревнованиях пловчиха Юлия Ефимова в связи с возможным нарушением антидопинговых правил[60].
- 20 марта: в допинг-пробах, взятых в рамках зимнего чемпионата России у легкоатлетов Надежды Котляровой, Андрея Минжулина, Гульшат Фазлетдиновой и Ольги Вовк, обнаружен мельдоний[61][62].
- 22 марта: мельдоний обнаружен в допинг-пробах нескольких десятков российских борцов греко-римского стиля, в том числе у Сергея Семенова и Евгения Салеева[63][64].
- 30 марта: мельдоний обнаружен в допинг-пробе ватерполиста сборной России Алексея Бугайчука[65].
- 2 апреля: уличённый в применении мельдония скелетонист Павел Куликов написал в письме министру спорта РФ В. Мутко, что ВАДА запретила этот препарат только из-за его популярности у спортсменов из стран СНГ[66].
- 3 апреля: допинг-проба чемпиона России по спортивной гимнастике Николая Куксенкова дала положительный результат на мельдоний. По словам старшего тренера сборной России по спортивной гимнастике Валентина Родионенко, до 1 августа 2015 года мельдоний получали через Федеральное медико-биологическое агентство и спортсмены всех сборных официально его принимали[67].
- 8 апреля: Федерация хоккея России подтвердила сообщения СМИ о том, что состав юниорской сборной России по хоккею с шайбой на чемпионате мира 2016 был полностью заменён из-за обнаружения в допинг-пробах игроков сборной мельдония[68].
- 11 апреля: допинг-проба А чемпиона Европы по боксу Игоря Михалкина дала положительный результат на мельдоний[69].
- 13 апреля: WADA заявило, что концентрация мельдония в 1 микрограмм в допинг-пробе спортсмена, сданной до 1 марта 2016 года, является допустимой[70].
- 13 мая: в допинг-пробе российского боксёра-супертяжеловеса Александра Поветкина, взятой в апреле, обнаружены остаточные следы мельдония в концентрации 72 нанограмма[71]. Всемирный боксёрский совет пока не принял решение об отмене поединка Поветкина с американцем Деонтеем Уайлдером. 31 мая 2016 года был опубликован результат дополнительной пятой пробы на допинг-тест, взятой у Поветкина 17 мая, который показал отрицательный результат[72].
- 1 июля: WADA сочло допустимым обнаружение мельдония в пробах до 30 сентября 2016 года в случае, если концентрация мельдония в крови составляет менее 1 микрограмма на миллилитр[73].
- В марте 2017 ФМБА поставило перед WADA вопрос о выводе мельдония из списка запрещённых препаратов. «Мы с ВАДА подписали протокол на исследование фармакинетических свойств мельдония. В апреле этого года будет подведение итогов по выполнению протокола», — заявил на пресс-конференции руководитель ФМБА Владимир Уйба[74].
- 18 февраля 2018 года кёрлингист Александр Крушельницкий не прошёл тест на допинг на зимних Олимпийских играх в Пхёнчхане; в его пробе был найден мельдоний. После тестирования образца B, которое подтвердило наличие следов употребления мельдония в организме Крушельницкого, Спортивный арбитражный суд лишил его бронзовой олимпийской медали.